# Savisaari (ö i Finland, Södra Savolax, S:t Michel, lat 62,04, long 27,04)
Savisaari är en ö i Finland. Den ligger i sjön Kyyvesi och i kommunen Sankt Michel i den ekonomiska regionen  S:t Michel och landskapet Södra Savolax, i den södra delen av landet, 230 km nordost om huvudstaden Helsingfors. Öns area är 11,3 hektar och dess största längd är 0,6 kilometer i sydöst-nordvästlig riktning.